# Кисельов Сергій Олександрович (військовик)
Кисельов Сергій Олександрович (нар. 18 червня 1981, м. Калинівка, Вінницька область, Українська РСР, СРСР — 20 травня 2022, с. Новоселівка Друга, Донецька область, Україна) — український військовик, молодший сержант.

## Життєпис
Сергій Кисельов народився 1981 року в місті Калинівка, Вінницької області. Навчався в калинівській загальноосвітій школі №1. Закінчив Калинівське профтехучилище №21. Служив строкову службу у 169-тому навчальному центрі «Десна» (1999 — 2000 роках).
Працював будівельником.

## Російське вторгнення в Україну (2022)
28 квітня 2022 року був призваний до лав Збройних сил України. Ніс військову службу командиром в танкових військах України. 20 травня 2022 року в селі Новоселівка Друга Донецької області загинув в ході танкового бою від осколкового поранення голови.

## Родина
В героя залишились донька,внук та мама.